# Rainbow (Australia)
Rainbow – miasto w Australii, w stanie Wiktoria.